# Grup A del Campionat del Món de bàsquet masculí del 2010
El Grup A del Campionat del Món de bàsquet 2010 començarà a disputar els seus partits el 28 d'agost de 2010. El grup jugarà tots els seus partits al pavelló Kadir Has Spor Salonu, Kayseri, Turquia.
El grup és compost pels equips d'Angola, Argentina, Austràlia, Alemanya, Jordània i Sèrbia. El seu rànquing FIBA mitjà és de 12.2, i excloent Jordània, que té el rànquing més baix, és de 7.2. Basant-se en els rànquings, és el grup més competitiu.
Els millors quatre equips avançaran a la fase final.

## Classificació
| Equip     | J | G | P | PF  | PC  | DIF  | Pts | Empat |
| --------- | - | - | - | --- | --- | ---- | --- | ----- |
| Sèrbia    | 5 | 4 | 1 | 465 | 356 | +109 | 9   | 1–0   |
| Argentina | 5 | 4 | 1 | 413 | 379 | +34  | 9   | 0–1   |
| Austràlia | 5 | 3 | 2 | 381 | 341 | +40  | 8   |       |
| Angola    | 5 | 2 | 3 | 340 | 414 | −74  | 7   | 1–0   |
| Alemanya  | 5 | 2 | 3 | 378 | 402 | −24  | 7   | 0–1   |
| Jordània  | 5 | 0 | 5 | 361 | 446 | −85  | 5   |       |

Tots els horaris són locals (UTC+2)

## 28 d'agost

### Austràlia - Jordània
| 28 d'agost 16:30 Crònica | Austràlia                                                | '76'–75 | Jordània                                       | Kadir Has Spor Salonu, Kayseri Àrbitres: Jose Anibal Carrion (PUR), Murat Biricik (TUR), Samir Abaakil (MAR) |
| 28 d'agost 16:30 Crònica | Resultats per quarts: 12–18, 20–21, 24–16, 20–20         |         |                                                | Kadir Has Spor Salonu, Kayseri Àrbitres: Jose Anibal Carrion (PUR), Murat Biricik (TUR), Samir Abaakil (MAR) |
| 28 d'agost 16:30 Crònica | Pts: Marić 23 Rebs: Andersen, Marić 9 Assist: Andersen 4 |         | Pts: Abbas 20 Rebs: Abbas 10 Assist: Daghlas 9 | Kadir Has Spor Salonu, Kayseri Àrbitres: Jose Anibal Carrion (PUR), Murat Biricik (TUR), Samir Abaakil (MAR) |

### Angola - Sèrbia
| 28 d'agost 19:00 Crònica | Angola                                                                                | 44–'94' | Sèrbia                                            | Kadir Has Spor Salonu, Kayseri Àrbitres: Juan Arteaga (ESP), Longsheng Qiao (CHN), Marcos Fornies Benito (BRA) |
| 28 d'agost 19:00 Crònica | Resultats per quarts: 9–25, 9–18, 14–34, 12–17                                        |         |                                                   | Kadir Has Spor Salonu, Kayseri Àrbitres: Juan Arteaga (ESP), Longsheng Qiao (CHN), Marcos Fornies Benito (BRA) |
| 28 d'agost 19:00 Crònica | Pts: Cipriano 10 Rebs: Ambrosio 7 Assist: Cipriano, Gomes, Almeida, Lutonda, Mingas 1 |         | Pts: Rašić 22 Rebs: Kešelj 8 Assist: Veličković 7 | Kadir Has Spor Salonu, Kayseri Àrbitres: Juan Arteaga (ESP), Longsheng Qiao (CHN), Marcos Fornies Benito (BRA) |

### Alemanya - Argentina
| 28 d'agost 21:30 Crònica | Alemanya                                         | 74–'78' | Argentina                                          | Kadir Has Spor Salonu, Kayseri Àrbitres: William Gene Kennedy (USA), Eddie Viator (FRA), Olegs Latisevs (LAT) |
| 28 d'agost 21:30 Crònica | Resultats per quarts: 18–23, 24–16, 12–26, 20–13 |         |                                                    | Kadir Has Spor Salonu, Kayseri Àrbitres: William Gene Kennedy (USA), Eddie Viator (FRA), Olegs Latisevs (LAT) |
| 28 d'agost 21:30 Crònica | Pts: Greene 20 Rebs: Jagla 10 Assist: Hamann 5   |         | Pts: Delfino 27 Rebs: Delfino 8 Assist: Prigioni 5 | Kadir Has Spor Salonu, Kayseri Àrbitres: William Gene Kennedy (USA), Eddie Viator (FRA), Olegs Latisevs (LAT) |

## 29 d'agost

### Jordània - Angola
| 29 d'agost 16:30 Crònica | Jordània                                         | 65–'79' | Angola                                                                                 | Kadir Has Spor Salonu, Kayseri Àrbitres: William Gene Kennedy (USA), Eddie Viator (FRA), Olegs Latisevs (LAT) |
| 29 d'agost 16:30 Crònica | Resultats per quarts: 17–16, 18–13, 12–17, 18–33 |         |                                                                                        | Kadir Has Spor Salonu, Kayseri Àrbitres: William Gene Kennedy (USA), Eddie Viator (FRA), Olegs Latisevs (LAT) |
| 29 d'agost 16:30 Crònica | Pts: Wright 18 Rebs: Abbas 11 Assist: Daghlas 5  |         | Pts: Lutonda 16 Rebs: Almeida, Ambrosio, Gomes 6 Assist: Cipriano, Almeida, Ambrosio 3 | Kadir Has Spor Salonu, Kayseri Àrbitres: William Gene Kennedy (USA), Eddie Viator (FRA), Olegs Latisevs (LAT) |

### Sèrbia - Alemanya
| 29 d'agost 19:00 Crònica | Sèrbia                                                                  | 81–'82' | Alemanya                                    | Kadir Has Spor Salonu, Kayseri Àrbitres: Jose Anibal Carrion (PUR), Marcos Fornies Benito (BRA), Samir Abaakil (MAR) |
| 29 d'agost 19:00 Crònica | Resultats per quarts: 17–14, 18–23, 19–19, 15–13. Pròrroga/es: 4–4, 8–9 |         |                                             | Kadir Has Spor Salonu, Kayseri Àrbitres: Jose Anibal Carrion (PUR), Marcos Fornies Benito (BRA), Samir Abaakil (MAR) |
| 29 d'agost 19:00 Crònica | Pts: Perović 20 Rebs: Velicković 9 Assist: Marković 7                   |         | Pts: Jagla 22 Rebs: Jagla 9 Assist: Jagla 4 | Kadir Has Spor Salonu, Kayseri Àrbitres: Jose Anibal Carrion (PUR), Marcos Fornies Benito (BRA), Samir Abaakil (MAR) |

### Argentina - Austràlia
| 29 d'agost 21:30 Crònica | Argentina                                        | '74'–72 | Austràlia                                       | Kadir Has Spor Salonu, Kayseri Àrbitres: Juan Arteaga (ESP), Guerrino Cerebuch (ITA), Longsheng Qiao (CHN) |
| 29 d'agost 21:30 Crònica | Resultats per quarts: 20–25, 13–14, 19–17, 22–16 |         |                                                 | Kadir Has Spor Salonu, Kayseri Àrbitres: Juan Arteaga (ESP), Guerrino Cerebuch (ITA), Longsheng Qiao (CHN) |
| 29 d'agost 21:30 Crònica | Pts: Scola 31 Rebs: Jasen 10 Assist: Prigioni 7  |         | Pts: Ingles 22 Rebs: Nielsen 10 Assist: Mills 5 | Kadir Has Spor Salonu, Kayseri Àrbitres: Juan Arteaga (ESP), Guerrino Cerebuch (ITA), Longsheng Qiao (CHN) |

## 30 d'agost

### Jordània - Sèrbia
| 30 d'agost 16:30 Crònica | Jordània                                         | 69–'112' | Sèrbia                                                      | Kadir Has Spor Salonu, Kayseri Àrbitres: Guerrino Cerebuch (ITA), Eddie Viator (FRA), Longsheng Qiao (CHN) |
| 30 d'agost 16:30 Crònica | Resultats per quarts: 20–33, 17–24, 11–26, 21–29 |          |                                                             | Kadir Has Spor Salonu, Kayseri Àrbitres: Guerrino Cerebuch (ITA), Eddie Viator (FRA), Longsheng Qiao (CHN) |
| 30 d'agost 16:30 Crònica | Pts: Daghlas 19 Rebs: Adais 7 Assist: Daghlas 4  |          | Pts: Savanović, Kešelj 21 Rebs: Savanović 7 Assist: Rašić 8 | Kadir Has Spor Salonu, Kayseri Àrbitres: Guerrino Cerebuch (ITA), Eddie Viator (FRA), Longsheng Qiao (CHN) |

### Austràlia - Alemanya
| 30 d'agost 19:00 Crònica | Austràlia                                       | '78'–43 | Alemanya                                             | Kadir Has Spor Salonu, Kayseri Àrbitres: William Gene Kennedy (USA), Juan Arteaga (ESP), Murat Biricik (TUR) |
| 30 d'agost 19:00 Crònica | Resultats per quarts: 17–7, 19–13, 24–11, 16–12 |         |                                                      | Kadir Has Spor Salonu, Kayseri Àrbitres: William Gene Kennedy (USA), Juan Arteaga (ESP), Murat Biricik (TUR) |
| 30 d'agost 19:00 Crònica | Pts: Mills 16 Rebs: Andersen 8 Assist: Mills 7  |         | Pts: Benzing 11 Rebs: Pleiß 7 Assist: Schaffartzik 3 | Kadir Has Spor Salonu, Kayseri Àrbitres: William Gene Kennedy (USA), Juan Arteaga (ESP), Murat Biricik (TUR) |

### Angola - Argentina
| 30 d'agost 21:30 Crònica | Angola                                           | 70–'91' | Argentina                                            | Kadir Has Spor Salonu, Kayseri Àrbitres: Jose Anibal Carrion (PUR), Samir Abaakil (MAR), Marcos Fornies Benito (BRA) |
| 30 d'agost 21:30 Crònica | Resultats per quarts: 20–23, 12–22, 27–19, 11–27 |         |                                                      | Kadir Has Spor Salonu, Kayseri Àrbitres: Jose Anibal Carrion (PUR), Samir Abaakil (MAR), Marcos Fornies Benito (BRA) |
| 30 d'agost 21:30 Crònica | Pts: Gomes 16 Rebs: Gomes 7 Assist: Gomes 5      |         | Pts: Scola 32 Rebs: Scola 8 Assist: Delfino, Jasen 4 | Kadir Has Spor Salonu, Kayseri Àrbitres: Jose Anibal Carrion (PUR), Samir Abaakil (MAR), Marcos Fornies Benito (BRA) |

## 31 d'agost
Dia de descans.

## 1 de setembre

### Sèrbia - Austràlia
| 1 de setembre 16:30 Crònica | Sèrbia                                              | '94'–79 | Austràlia                                       | Kadir Has Spor Salonu, Kayseri Àrbitres: Jose Anibal Carrion (PUR), William Gene Kennedy (USA), Eddie Viator (FRA) |
| 1 de setembre 16:30 Crònica | Resultats per quarts: 16–12, 27–25, 26–24, 25–18    |         |                                                 | Kadir Has Spor Salonu, Kayseri Àrbitres: Jose Anibal Carrion (PUR), William Gene Kennedy (USA), Eddie Viator (FRA) |
| 1 de setembre 16:30 Crònica | Pts: Teodosić 19 Rebs: Krstić 10 Assist: Teodosić 3 |         | Pts: Newley 13 Rebs: Andersen 7 Assist: Mills 6 | Kadir Has Spor Salonu, Kayseri Àrbitres: Jose Anibal Carrion (PUR), William Gene Kennedy (USA), Eddie Viator (FRA) |

### Alemanya - Angola
| 1 de setembre 19:00 Crònica | Alemanya                                                             | 88–'92' | Angola                                                    | Kadir Has Spor Salonu, Kayseri Àrbitres: Guerrino Cerebuch (ITA), Juan Arteaga (ESP), Samir Abaakil (MAR) |
| 1 de setembre 19:00 Crònica | Resultats per quarts: 19–19, 16–21, 19–18, 24–20. Pròrroga/es: 10–14 |         |                                                           | Kadir Has Spor Salonu, Kayseri Àrbitres: Guerrino Cerebuch (ITA), Juan Arteaga (ESP), Samir Abaakil (MAR) |
| 1 de setembre 19:00 Crònica | Pts: Jagla 23 Rebs: Schaffartzik 7 Assist: Hamann 5                  |         | Pts: Cipriano 30 Rebs: Gomes 14 Assist: Almeida, Morais 3 | Kadir Has Spor Salonu, Kayseri Àrbitres: Guerrino Cerebuch (ITA), Juan Arteaga (ESP), Samir Abaakil (MAR) |

### Argentina - Jordània
| 1 de setembre 21:30 Crònica | Argentina                                        | '88'–79 | Jordània                                        | Kadir Has Spor Salonu, Kayseri Àrbitres: Murat Biricik (TUR), Marcos Fornies Benito (BRA), Olegs Latisevs (LAT) |
| 1 de setembre 21:30 Crònica | Resultats per quarts: 35–19, 14–18, 12–18, 27–24 |         |                                                 | Kadir Has Spor Salonu, Kayseri Àrbitres: Murat Biricik (TUR), Marcos Fornies Benito (BRA), Olegs Latisevs (LAT) |
| 1 de setembre 21:30 Crònica | Pts: Scola 30 Rebs: Scola 13 Assist: Prigioni 9  |         | Pts: Wright 22 Rebs: Abbas 10 Assist: Daghlas 4 | Kadir Has Spor Salonu, Kayseri Àrbitres: Murat Biricik (TUR), Marcos Fornies Benito (BRA), Olegs Latisevs (LAT) |

## 2 de setembre

### Angola - Austràlia
| 2 de setembre 16:30 Crònica | Angola                                          | 55–'76' | Austràlia                                       | Kadir Has Spor Salonu, Kayseri Àrbitres: Marcos Fornies Benito (BRA), Olegs Latisevs (LAT), Samir Abaakil (MAR) |
| 2 de setembre 16:30 Crònica | Resultats per quarts: 18–15, 11–24, 9–21, 17–16 |         |                                                 | Kadir Has Spor Salonu, Kayseri Àrbitres: Marcos Fornies Benito (BRA), Olegs Latisevs (LAT), Samir Abaakil (MAR) |
| 2 de setembre 16:30 Crònica | Pts: Lutonda 9 Rebs: Gomes 5 Assist: Morais 3   |         | Pts: Mills 11 Rebs: Nielsen 7 Assist: Nielsen 6 | Kadir Has Spor Salonu, Kayseri Àrbitres: Marcos Fornies Benito (BRA), Olegs Latisevs (LAT), Samir Abaakil (MAR) |

### Argentina - Sèrbia
| 2 de setembre 19:00 Crònica | Argentina                                               | 82–'84' | Sèrbia                                              | Kadir Has Spor Salonu, Kayseri Àrbitres: William Gene Kennedy (USA), Juan Arteaga (ESP), Murat Biricik (TUR) |
| 2 de setembre 19:00 Crònica | Resultats per quarts: 22–20, 17–20, 15–18, 28–26        |         |                                                     | Kadir Has Spor Salonu, Kayseri Àrbitres: William Gene Kennedy (USA), Juan Arteaga (ESP), Murat Biricik (TUR) |
| 2 de setembre 19:00 Crònica | Pts: Scola 32 Rebs: Delfino, Scola 7 Assist: Prigioni 9 |         | Pts: Savanović 19 Rebs: Krstić 8 Assist: Teodosić 4 | Kadir Has Spor Salonu, Kayseri Àrbitres: William Gene Kennedy (USA), Juan Arteaga (ESP), Murat Biricik (TUR) |

### Jordània - Alemanya
| 2 de setembre 21:30 Crònica | Jordània                                                 | 73–'91' | Alemanya                                          | Kadir Has Spor Salonu, Kayseri Àrbitres: Guerrino Cerebuch (ITA), Longsheng Qiao (CHN), Eddie Viator (FRA) |
| 2 de setembre 21:30 Crònica | Resultats per quarts: 17–28, 16–12, 17–27, 23–24         |         |                                                   | Kadir Has Spor Salonu, Kayseri Àrbitres: Guerrino Cerebuch (ITA), Longsheng Qiao (CHN), Eddie Viator (FRA) |
| 2 de setembre 21:30 Crònica | Pts: Daghlas 22 Rebs: Al-Khas 9 Assist: Abbas, Daghlas 6 |         | Pts: Pleiß 23 Rebs: Ohlbrecht 10 Assist: Hamann 4 | Kadir Has Spor Salonu, Kayseri Àrbitres: Guerrino Cerebuch (ITA), Longsheng Qiao (CHN), Eddie Viator (FRA) |